# Charles Robinson (James Bond)
Charles Robinson é uma personagem da franquia cinematográfica de James Bond. Integrante do MI-6 e aliado de 007, não existe nos livros de Ian Fleming e foi criado pelos roteiristas dos três filmes em que apareceu, O Amanhã Nunca Morre (1997), O Mundo não é o Bastante (1999) e Um Novo Dia para Morrer (2002). Foi interpretado nas telas pelo ator britânico Colin Salmon.

## Características
Chefe de staff de M no MI-6, Robinson é o homem de ligação entre o quartel-general e Bond, mas também atua como agente de campo ajudando 007 em suas missões. Com uma imponente presença, atitude franca e voz grave, sua presença complementa M com perfeição.

## Filmes
Em O Amanhã Nunca Morre, Robinson é o homem que circula com desenvoltura e conforto por dentro de todo o aparato tecnológico de comunicações do serviço secreto britânico e dá a Bond as intruções durante a missão. Seguindo as ordens de M ele manda Bond identificar os terroristas num bazar ilegal de armas. Em O Mundo não é o Bastante ele escolta 007 até a Turquia para o encontro com Elektra King, a herdeira do magnata britânico assassinado por terroristas e auxilia Bond e a Dra. Christmas Jones a chegarem até o oleoduto de Elektra para desarmarem uma bomba. Em Um Novo Dia para Morrer ele aparece mais rapidamente e em poucas cenas, como quando ajuda 007 num teste de realidade virtual com um novo invento de Q e depois dando rápidas instruções a Bond e Jinx.

## Ator
Salmon, o primeiro ator britânico negro a ter um personagem de destaque como membro do MI-6 na série de 007, foi apoiado por portais dedicados a James Bond, jornalistas de entretenimento e pelo próprio Pierce Brosnan para ser o novo Bond em substituição a Daniel Craig.